# Kwasi Owusu
Kwasi Owusu (ur. 7 listopada 1945 w Nkwabengu, zm. 30 marca 2020 w Sunyani) – ghański piłkarz, występujący na pozycji napastnika, reprezentant kraju. W czerwcu 2013 roku był uważany za najlepszego strzelca bramek w reprezentacji, w której zdobył 36 goli. Grał w klubie Bofoakwa Tano.